# 篠崎さん気をオタしかに!
『篠崎さん気をオタしかに!』（しのざきさんきをオタしかに）は、氷川翔による日本の漫画作品。ウェブコミック配信サイト『COMIC メテオ』にて、2012年12月19日から2017年6月21日まで連載。コミックスは全9巻。

## ストーリー
大のオタク嫌いな篠崎秋菜は、高校入学時におたふく風邪をひいて1週間休学し、学園生活で大事な女子グループ結成の機会を逃してしまう。このままでは友達もできないまま学園生活を過ごすことになると大慌てする秋菜だが、偶然にもクラスメイトでオタクの佐々村楓が美少女だと気付き、何とかして彼女とお友達になって、真人間に戻そうと、会話の接点を作るため、苦手なオタク話を克服しようと努力する。
これは、オタク嫌いな少女がオタクな友人を厚生させようと色々と画策していく内に、いつの間にかどっぷりオタクに染められていく物語である。

## 登場人物
声はドラマCDのキャスト。

### 主要人物
篠崎 秋菜（しのざき あきな）
声 - 石原夏織
物語の主人公。15歳。重度のオタクである兄・真の影響で大のオタク嫌い。
中学時代は学年トップの成績だったため、高校は一人だけ仲良しグループと違う進学校に入学する。しかし入学直後におたふく風邪を患って学校を休んだため、最初の友達作りで出遅れてしまう。楓のことは当初、オタクであるため敬遠していたが、眼鏡を外した楓の素顔に一目惚れし、何とか彼女と友達になろうとする。そのために、まずは彼女との接点を築くために苦手なオタク関係の知識を身に着けようとするが、いつの間にか本人もどっぷりオタクに染められてしまう。
本来の趣味は衣装選びで、服のセンスは周囲が認めるほど。巨乳で、楓曰く「おっぱいマウスパッドと同じ感触」。文武両道・容姿端麗とクラスメイトからは高く評価されており、クラスメイトも内心友達になりたいと思っているが、秋菜は楓たちと話を合わせるために本人も気づかない内にオタク関係の専門的なことまで熟知するようになり、言動もすっかり残念なものになっているためクラスメイトからは「オタクで残念な美少女」と思われ仲を進展させられずにいる。
『まもプリ』でのキャラ名は「ピュアオータム」。
佐々村 楓（ささむら かえで）
声 - 田中美海
物語のヒロイン的存在。秋菜のクラスメイト。重度のオタクで、その手の知識が豊富。一見地味な眼鏡っ子だが、実は眼鏡を外すと秋菜が一目惚れするほどのとびきりな美少女。小遣いをほとんど同人誌などに費やし、洋服などにはまったく興味なく、壊滅的にセンスのないダサい洋服を着ている。秋菜の努力の甲斐あって可愛い服を身に付けるようになり、眼鏡のままでもその美少女っぷりを発揮するようになる。可愛い服を身に纏ったら天使、さらに眼鏡を外すと女神に等しく尊いとは秋菜談。
『まもプリ』でのキャラ名は「ピュアメープル」。
みーちゃん
声 - 井澤詩織
秋菜のクラスメイトで、本名不明。楓と同レベルのオタクで、特にゲームやPC関係に詳しく、秋菜が休学している間に楓とグループを組んでいた。ゲームに関しては負けず嫌いな所があり、ゲームセンターのハイスコアでは「M・O」のHNで常に1位の座に着いており、ライバルの「M・S（真）」と1位の座を争っている。
『まもプリ』でのキャラ名は「ピュアクロース」。

### その他の人物
篠崎 真（しのざき まこと）
声 - 関智一
秋菜の兄で大学生。超の付くほどの重度のオタクで、多方面の知識が豊富な上、小4のころからエロCGを集め、楓が驚愕するほどの超レア同人誌を所有しているほど。ゲームの腕も一流で、格闘ゲームの都内大会では3位の実力を持つ。『プリピュア』は全て観ており、全シリーズの話の内容はもちろん、今までの登場人物を全て覚えており、その気になったら論文が書けるほど。秋菜からはぞんざいな扱いを受けているが、温厚で優しく、彼を知っている人からは「デブでオタクだけど顔も悪くなく愛嬌がある」と好感を持たれている。
ドアノックもせずにいきなり部屋に訪れるなど、傍若無人な振る舞いをする秋菜を「暴君」と呼んでいる。秋菜からは数々の理不尽な扱いを受けているが、本質的に兄妹仲は良好。『まもプリ』も女性キャラの「ピュアトゥルース」でプレイしており、偶然にも秋菜とプレイしたことにより、秋菜から「素敵なお姉さんがプレイしている」と思われている一方、彼も秋菜がプレイしていることは知らない。また、ゲームセンターでは「M・S」のHNでM・Oとハイスコアを競っており、M・Oが秋菜の友人だということを知らない。
山野辺 桃子（やまのべ とうこ）
声 - 福原綾香
中学時代の秋菜のグループのひとり。好きなものは音楽。背が高くスレンダーで、高校では女子にモテている。胸が成長してきており、小夏のセクハラ対象になっている。
日向 小夏（ひむかい こなつ）
声 - 小林ゆう
中学時代の秋菜のグループのひとり。もっぱら、アホという立ち位置。好きなものはお笑い番組。貧乳で、胸の大きい秋菜や桃子にセクハラをする他、秋菜の家に来てはブラジャーを物色して成長具合を確認している。
四越 千草（よつこし ちぐさ）
声 - 仲谷明香
中学時代の秋菜のグループのひとり。好きなものはシマシマ模様。秋菜とは近所の幼馴染でもあり、昔はよく秋菜の家に遊びに来てた。美形の天然で中学時代はモテていたが、本人は真に好意を持っている。従姉妹で小学生の五菱萌（いつびし もえ）と時々一緒に行動している。
川中 鮎（かわなか あゆ）
楓の中学時代の友人のひとり。長身で巨乳（秋菜曰く「私よりも大きい」）。容姿は良いが小心者で、顔見知りが激しく男と話したことがなく、大抵はひばりと行動を共にする。腐女子で一旦話し出すと止まらなく、楓以上のディープな内容を話す。
山上 ひばり（やまがみ ひばり）
楓の中学時代の友人のひとり。小柄で貧乳。多少口が悪く、時々秋菜と突き合いすることも。コスプレ好きで、普段もゴスロリ調の服を着る。高校はオタク趣味と無縁の生徒ばかりいるお嬢様学校で、学校の中では頑張ってその周囲に合わせている。
ハル
秋菜の前の席に座っている女子。本名不明。秋菜がきっかけを作ろうと声をかけたが、タイミングを外してしまい空振りに終わる。しかし彼女も秋菜ときっかけを作ろうと度々声をかけようとするが、秋菜がオタクだと思い込んでおり、なかなか話すきっかけが作り辛く悩んでいる。
保志 英一（ほし えいいち）
真のオタク友達で大学生。よく真と2人で行動し、たまに篠崎家に訪れては真とオタク談話やゲームに興じる。アキバのPCパーツショップでバイトをしている。ロリコンでありつつBLに寛容である。
薄葉 奈々恵(うすば ななえ)
真の大学の先輩。日本トップの大学に合格していたのだが、オタクの聖地に近い地にあるという理由で大学を選び入ったほどの真正オタク。
いつもゴスロリの格好をしている。真のオタク仲間グループにおいても強いリーダーシップを発揮しており、恐れられている。
冗談半分のようではあるが、しばしば真に好意があるような態度を見せる。

## 作中用語
プリピュア
日曜朝に放送されている子供向けの魔法少女アニメで、作りこまれた内容と個性あふれるキャラクターに加え、作中ではシーズン7まで放送されており、小さい子供から大きなお友達まで、幅広い人気がある。
まもプリ
正式名称「魔物ハンタープリピュア (MHP)」で、超人気ハンティングアクションゲーム『魔物ハンター』と『プリピュア』のコラボ作品。『プリピュア』キャラで魔物を倒すという内容で、発表当初はあまりにも異色すぎて「アホな企画」と評価されていたが、違和感なく作りこまれたゲームシステムと、双方のファンにとって二度おいしい要素で爆発的に人気タイトルとなった。本来携帯ゲームだが、後に発売されたPC版『まもプリオンライン』とゲームのリンクもできることで、さらにユーザー数が増えている。
幕末の王子様
少年漫画原作のアニメで、腐女子に絶大な人気を集め、同人誌もBL系が多い。楓とみーちゃんも御執心で、特に登場人物の一人「跡兵衛」に関してはかなり熱く語る。

## 書誌情報
- 氷川翔 『篠崎さん気をオタしかに!』 発行：フレックスコミックス / 発売：ほるぷ出版 〈メテオCOMICS〉、全9巻
  1. 2013年7月12日発売、ISBN 978-4-593-85740-1
  2. 2014年1月12日発売、ISBN 978-4-593-85765-4
  3. 2014年7月12日発売、ISBN 978-4-593-85784-5
  4. 2015年1月12日発売、ISBN 978-4-593-85799-9
  5. 2015年7月11日発売、ISBN 978-4-593-85810-1
  6. 2016年1月12日発売、ISBN 978-4-593-85827-9
  7. 2016年7月12日発売、ISBN 978-4-593-85838-5
  8. 2017年1月12日発売、ISBN 978-4-593-85853-8
  9. 2017年7月12日発売、ISBN 978-4-593-85864-4